# Germano Parolini
Germano Parolini foi um comerciante e político ítalo-brasileiro.
Oriundo do Tirol, foi um dos grandes comerciantes de Caxias do Sul em seus primeiros tempos. Sua casa comercial tinha o vultosíssimo seguro de 100 contos de réis e era um dos maiores pagadores de imposto predial. Político republicano, foi indicado pelo Governo do Estado para integrar a Junta Governativa de Caxias do Sul na primeira modificação desta magistratura, permanecendo em exercício entre 3 de setembro de 1890 e 15 de dezembro de 1891. Foi também tenente-coronel da Guarda Nacional, padrinho do Comitê Católico São Fermo e um dos fundadores em 1901 da Associação dos Comerciantes, a mais influente entidade civil de Caxias depois da Intendência e do Conselho, assumindo na fundação o cargo de tesoureiro e atuando como tal até 1905. Quando a Associação foi reativada em 1912 depois de alguns anos de recesso, reassumiu a Tesouraria. Foi casado com Emília, com quem teve as filhas Inês e Adele. Hoje seu nome batiza uma rua em Caxias.